# آسیاب شماره ۱ خیمند
آسیاب شماره ۱ خیمند مربوط به سده‌های متاخر دوران‌های تاریخی پس از اسلام است و در شهرستان کهگیلویه، بخش چرام، دهستان چرام، جنوب روستای خیمند واقع شده و این اثر در تاریخ ۱۸ شهریور ۱۳۸۷ با شمارهٔ ثبت ۲۳۲۲۲ به‌عنوان یکی از آثار ملی ایران به ثبت رسیده است.